# Murdo Fraser

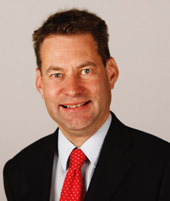
Murdo Fraser

Murdo Fraser (* 5. September 1965 in Inverness) ist ein schottischer Politiker und Mitglied der Conservative Party.
Fraser besuchte die Inverness Royal Academy und die Universität Aberdeen erlangte einen Bachelorabschluss und ein Diplom in Jura. Er war als Solicitor in Aberdeen und Edinburgh tätig und arbeitete als Anwalt für Handelsrecht. Während seiner Zeit an der Universität Aberdeen kam Fraser in Kontakt mit der Conservative Party und fungierte als Vorsitzender der Scottish Young Conservatives.

## Politischer Werdegang
Erstmals trat Fraser 1997 zu einer nationalen Wahl an, als er bei den Unterhauswahlen als Kandidat der Conservative Party im Wahlkreis East Lothian aufgestellt war. Er konnte den zweitgrößten Stimmenanteil auf sich vereinen. Bei den Schottischen Parlamentswahlen 1999 trat er für den Wahlkreis North Tayside an, erreichte jedoch nur den zweiten Platz hinter dem Kandidaten der SNP, John Swinney. Auf der Wahlliste der Conservative Party für die Wahlregion Mid Scotland and Fife stand Fraser auf dem vierten Rang und gehörte somit nicht zu den drei Listenkandidaten, die in das neugeschaffene Parlament einzogen. Zu den Unterhauswahlen 2001 trat er für den Wahlkreis North Tayside an, konnte die Wahl jedoch nicht für sich entscheiden. Als mit Nick Johnston einer der Listenkandidaten Mitte des Jahres 2001 aus gesundheitlichen Gründen von seinem Amt zurücktrat, rückte Fraser als nächstplatzierter nach und erlangte erstmals einen Sitz im Schottischen Parlament.
Zu den Parlamentswahlen 2003 und 2007 trat Fraser jeweils für den Wahlkreis North Tayside an, unterlag jedoch in beiden Fällen John Swinney. Er zog jedoch jeweils als Listenkandidat für die Region Mid Scotland and Fife ins Parlament ein. Als der Wahlkreis North Tayside im Zuge der Wahlkreisreform im Jahre 2011 aufgelöst wurde, kandidierte Fraser zu den Parlamentswahlen 2011 für den Wahlkreis Perthshire North, in welchem große Teile von North Tayside aufgegangen waren. Er unterlag abermals John Swinney sicherte sich jedoch wieder über die Regionalliste seinen Sitz im Parlament.

## Stellvertretender Parteivorsitzender
Seit 2005 fungierte Fraser hinter Annabel Goldie als stellvertretender Vorsitzender der schottischen Conservative Party. Da Goldie den Vorsitz im Jahre 2011 abgeben wollte, kündigte Fraser an als Nachfolger zu kandidieren. Seine Pläne sahen die stärkere Loslösung des Schottischen Parlaments vom Britischen sowie die Gründung einer eigenen schottischen konservativen Partei vor, die nicht mehr mit der britischen Mutterpartei in Verbindung steht. Fraser unterlag jedoch in der Wahl zum Parteivorsitzenden Ruth Davidson. Seine Nachfolge als Stellvertreter trat Jackson Carlaw an.